# Озеро-Казанское
Озеро-Казанское — деревня в Далматовском районе Курганской области. Входит в состав Крестовского сельсовета.

## История
До 1917 года входила в состав Крестовской волости Камышловского уезда Пермской губернии. По данным на 1926 год состояла из 134 хозяйств. В административном отношении входила в состав Крестовского сельсовета Далматовского района Шадринского округа Уральской области.

## Население
| 1989 | 2002 | 2010 |
| ---- | ---- | ---- |
| 35   | ↘15  | ↘8   |

По данным переписи 1926 года в деревне проживало 666 человек (299 мужчин и 367 женщин), в том числе: русские составляли 100 % населения.